# Мулонакопичувач

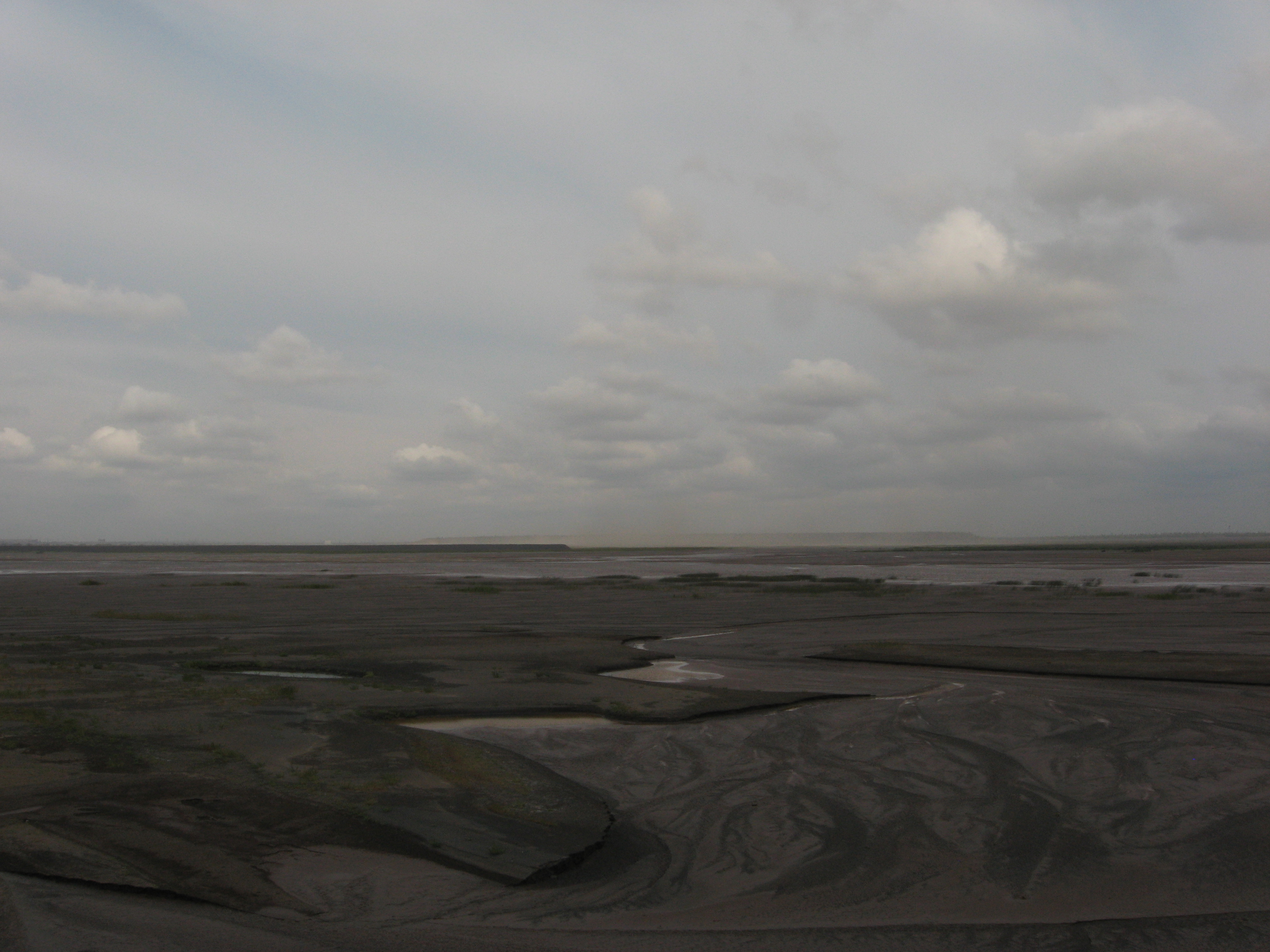
Хвостосховище.

Мулонакопичувач (рос. илонакопитель, англ. sludge tank, settling basin, нім. Schlammansammler m) — гідротехнічна споруда, штучно створений ставок для накопичення та відстоювання відходів флотації та високозольних тонкодисперсних мулів і одержання проясненої води, що повертається на збагачувальну фабрику для повторного використання.
Мулонакопичувач споруджуються за межами території збагачувальної фабрики, переважно з використанням природних заглиблень рельєфу.
Контури мулонакопичувача огороджуються валом та греблею з боку, протилежного надходженню мулів. Ложе ущільнюється і, при необхідності, вкривається водонепроникним шаром для виключення дренажу мулів до ґрунтових водоносних шарів. Обвалування та греблю насипають шарами з глинистого ґрунту, який зволожується та ущільнюється. Схили зміцнюються плитами або ін. способом. Водозабір проясненої води облаштовується в кінці протилежному завантаженню М.
Навколо М. споруджуються дамби та відвідні канали для захисту від дощових та паводкових вод.